# Devin Harris
Devin Lamar Harris (ur. 27 lutego 1983 w Milwaukee) – amerykański koszykarz, występujący na pozycji rozgrywającego.
W 2001 został uznany najlepszym zawodnikiem szkół średnich stanu Wisconsin (Wisconsin Gatorade Player of the Year, Wisconsin Mr. Basketball).
Profesjonalną karierę koszykarską rozpoczął w 2004 roku, kiedy to został wybrany z 5. numerem draftu NBA przez Washington Wizards. Szybko jednak został oddany do Dallas Mavericks. W latach 2008–2011 był zawodnikiem New Jersey Nets. 
W sezonie 2008/2009 zajął drugie miejsce w głosowaniu na największy postęp sezonu NBA.
W dniu 24 lutego 2011 roku trafił do Utah Jazz.  3 lipca 2012 roku został wymieniony do Atlanta Hawks. 31 lipca 2013 podpisał roczny kontrakt za minimum dla weterana z Dallas Mavericks.
8 lutego 2018 trafił do Denver Nuggets w wyniku wymiany z udziałem trzech drużyn (Mavericks, Nuggets, Knicks).
8 sierpnia 2018 został po raz trzeci w karierze zawodnikiem Dallas Mavericks.

## Osiągnięcia
Stan na 9 lutego 2018, na podstawie, o ile nie zaznaczono inaczej.
NCAA
- Uczestnik rozgrywek:
  - Sweet 16 turnieju NCAA (2003)
  - turnieju NCAA (2000–2004)
- Mistrz:
  - turnieju konferencji Big Ten (2004)
  - sezonu regularnego Big Ten (2002, 2003)
- Zawodnik roku Big Ten (2004)[9]
- Most Outstanding Player (MOP=MVP) turnieju Big Ten (2004)[10]
- Laureat Chicago Tribune Silver Basketball (Big Ten MVP - 2004)
- Zaliczony do:
  - I składu:
    - Big 10 (2004)
    - turnieju Big 10 (2004)

  - II składu:
    - All-American (2004)
    - Big 10 (2003 przez trenerów)

  - III składu Big Ten (2003 przez media)

NBA
- Wicemistrz NBA (2006)
- Uczestnik:
  - meczu gwiazd NBA (2009)
  - Rising Stars Challenge (2005, 2006)
  - Skills Challenge (2009)
- Zawodnik tygodnia NBA (1.12.2008, 2.03.2009)
- Debiutant miesiąca NBA (listopad 2004)